# 로스 델 리오
로스 델 리오(스페인어: Los del Río)는 스페인의 음악 그룹으로, 마카레나라는 노래로 전 세계적으로 히트를 쳤다. 1962년에 처음 결성한 후부터 현재까지 스페인을 중심으로 활동 중이다. 영어권에서는 더 델 리오스(영어: The Del Rios)라는 이름으로도 활동하고 있다.

## 활동 내역
본래 로스 델 리오는 1962년에 결성되어 활동하였으나, 별다른 히트곡이 없었다. 그러나 1992년에 발표한 《Macarena》가 스페인에서 크게 성공하면서 일약 스타덤에 올랐다. 그러다가 1996년에 개최된 1996년 하계 올림픽에서 미국 국가 대표 여자 체조팀이 경기용 음악으로 《Macarena》를 사용하면서 전세계적으로 크게 히트했다.

## 멤버
- 안토니오 로메로 몬자(1948년 ~ )
- 라파엘 루이즈(1948년 ~)